# Toby Martin
Pour les articles homonymes, voir Martin.
Toby Martin est un surfer professionnel australien.

## Palmarès
Deux victoires sur le circuit qualificatif :
- o'neill maldives open 2004
- o'neill cold water classic 2006

- 4 saisons sur le circuit majeur
- meilleur résultat : 3e Quik Pro Japan WCT 2005
- régular foot plutôt a l'aise sur les point break de droite